# Diego dalla Palma
Diego Valerio Dalla Palma (ur. 24 listopada 1950 w Enego) – włoski wizażysta i ekspert od wizerunku, pisarz oraz felietonista, który całkowicie zrewolucjonizował świat makijażu. Został nazwany przez New York Times'a włoskim prorokiem makijażu. W latach 70 i 80 współpracował z gwiazdami kina, muzyki oraz mody takimi jak Loredana Bertè, Mia Martini, Lesley Lawson.

## Biografia
Diego dalla Palma studiował na Akademii Sztuki w Wenecji, a następnie rozpoczął swoją karierę w Mediolanie, pracując jako projektant kostiumów i scenograf. Cały czas skupiony był jednak na świecie wizażu i makijażu, dlatego w 1978 roku otworzył w Mediolanie studio makijażu, a niedługo później wypuścił własną linię kosmetyków Diego dalla Palma Milano, które obecnie sprzedawane są w dużym nakładzie na całym świecie i cieszą się ogromnym uznaniem. W latach 70 nawiązał również współpracę z laboratorium RVB LAB, co zaowocowało stworzeniem kosmetyków, zarówno tych pielęgnacyjnych jak i do makijażu. Podczas swojej kariery napisał również wiele książek i podręczników o makijażu i urodzie. Współpracował również z wieloma włoskimi gazetami, gdzie dzielił się swoją wiedzą i doświadczeniem na temat wizażu i makijażu oraz zredagował kilka felietonów telewizyjnych. Od września 2020 roku jest częścią włoskiego programu telewizyjnego ItaliaSi. 

## Praca artystyczna
- Il make-up professionale, teatrale e cinetelevisivo, Ugo Mursia Editore (1984)
- La bellezza interiore, Sperling & Kupfer (2006)
- Per amarsi un po'. Buone ragioni per star bene con se stessi, Sperling & Kupfer (2007)
- Accarezzami, madre. Contrasti d'amore, Sperling & Kupfer (2008) Diego Dalla Palma, Loredana Bertè e Mia Martini Diego Dalla Palma e Barbara De Rossi
- A nudo, Sperling & Kupfer (2010)
- Diego per te, Sperling & Kupfer (2011)